# Instituto de Química-Física Blas Cabrera
El Instituto de Química Física Blas Cabrera (antes Instituto de Química Física Rocasolano) es un instituto dependiente del Consejo Superior de Investigaciones Científicas. 

## Historia
En 1907 se creó la Junta de Ampliación de Estudios, de la que dependería posteriormente el Instituto Nacional de Física y Química, creado en 1932,  hasta su integración en el Consejo Superior de Investigaciones Científicas (CSIC), creado mediante la Ley de 24 de noviembre de 1939. Esta integración supuso el desdoblamiento del Instituto en dos: el Instituto Alonso de Santa Cruz, de Física, y el Instituto Alonso Barba, de Química. Posteriormente fueron creados otros Institutos: Química Física Rocasolano (1946), Óptica (1946), Química Orgánica (1967), y Plásticos y Caucho (1967), Catálisis y Petroleoquímica (1975) y Estructura de la Materia (1976).
Al frente de las líneas de electroquímica y química física industrial se puso al profesor Antonio Rius Miró, la espectroquímica dependía del doctor Juan Manuel López Azcona, procedente del Instituto Alonso de Santa Cruz , la química física pura del doctor Octavio Foz y la química física de los procesos biológicos se le encargó al profesor Ramón Portillo.[cita requerida]
El nombre de Instituto Rockefeller proviene de la financiación del edificio en el que se creó el instituto. La Internacional Educational Board de la Fundación Rockefeller colaboró para la creación de un edificio que albergase el Instituto Nacional de Física y Química.
En abril de 2023 por aplicación de la Ley de Memoria Democrática y tras el visto bueno de la Junta y el Claustro del Instituto, se decide el cambio de denominación del mismo, eliminando Rocasolano del nombre del Instituto, cambiando su denominación por Instituto de Química Física Blas Cabrera, hecho ratificado por la presidenta del CSIC por Resolución de 28 de abril de 2023.
En 2023 la dirección del centro está a cargo del doctor Juan A. Hermoso Domínguez. Hay dos vicedirectores: los doctores Inmaculada García-Moreno y José M. Pérez Cañadillas. La gerencia está a cargo de Sagrario Salado Rey.